# Distretto di Kamikawa (Teshio)
Il distretto di Kamikawa (Teshio) (上川郡 (天塩国)?) è uno dei distretti della sottoprefettura di Kamikawa, Hokkaidō, in Giappone.
Attualmente comprende i comuni di Kenbuchi, Shimokawa e Wassamu.